# Aurila laevicula
Aurila laevicula är en kräftdjursart som först beskrevs av Edwards 1944.  Aurila laevicula ingår i släktet Aurila och familjen Hemicytheridae. Inga underarter finns listade.